# Rødding-Løvel-Pederstrup Pastorat
Rødding-Løvel-Pederstrup Pastorat er et pastorat i Viborg Østre Provsti i Viborg Stift. Pastoratet ligger i Viborg Kommune. 
Før kommunesammenlægningen i 2007 lå pastoratet i Tjele Kommune; indtil Kommunalreformen i 1970 lå det i Nørlyng Herred i det daværende Viborg Amt. 

## Rødding-Løvel-Pederstrup Sognekommune
Fra 1842 til 1970 var Rødding-Løvel-Pederstrup en sognekommune i Nørlyng Herred i det oprindelige Viborg Amt.  
Fra 1970 til 2006 var pastoratet en del af Tjele Kommune, og i 2007 kom sognene til Viborg Kommune. 